# Frank McGarvey
Frank McGarvey (Glasgow, 1956. március 17. – 2023. január 1.) válogatott skót labdarúgó, csatár, edző.

## Pályafutása

### Klubcsapatban
1975 és 1979 között a St. Mirren labdarúgója volt. 1979–90-ban az angol Liverpool játékosa volt, de csak a tartalékcsapatban szerepelt rendszeresen. 1980 és 1985 között a Celtic csapatában játszott, ahol két-két skót bajnoki címet és kupagyőzelmet ért el. Az 1980–81-es idényben bajnoki gólkirály lett 23 góllal. 1985-ben visszatért a St. Mirrenhez, ahol 1987-ben skótkupa-győztes lett a csapattal. Pályafutása második részében 1990–91-ben a Queen of the South, 1991 és 1993 között a Clyde, 1993 és 1995 között a Shotts Bon Accord, 1997–98-ban a Troon labdarúgója volt.

### A válogatottban
1979 és 1984 között hét alkalommal szerepelt a skót válogatottban.

### Edzőként
1990–91-ben a Queen of the South játékosedzőjeként tevékenykedett.

## Sikerei, díjai
St. Mirren
- Skót bajnokság – másodosztály
  - bajnok: 1976–77
- Skót kupa
  - győztes: 1987

 Celtic
- Skót bajnokság
  - bajnok (2): 1980–81, 1981–82
  - gólkirály: 1980–81 (23 gól)
- Skót kupa
  - győztes (2): 1980, 1985
- Skót ligakupa
  - győztes: 1983